# اچ‌ام‌اس فائتون (۱۹۱۴)
اچ‌ام‌اس فائتون (۱۹۱۴) (به انگلیسی: HMS Phaeton (1914)) یک کشتی بود که طول آن ۴۳۶ فوت (۱۳۳ متر) بود. این کشتی در سال ۱۹۱۴ ساخته شد.